# Embalse de Riaño
El embalse de Riaño (también denominado de Remolina) se encuentra situado en el nordeste de la provincia de León, en la comunidad autónoma de Castilla y León, España. Pertenece a la cuenca hidrográfica del Duero y es alimentado por las fuentes de los ríos Esla y Yuso.

## Contexto
Con una capacidad superior a los 650 hectómetros cúbicos, fue construido con el objetivo de regar 84 000 hectáreas de los páramos castellanos y leoneses de Tierra de Campos. Anega desde la fecha de su cierre, el 31 de diciembre de 1987, la superficie de los valles que fueran lugar de asentamiento de nueve antiguos pueblos, que dejó bajo sus aguas. Pueblos que fueron: Anciles, Salio, Huelde, Éscaro, La Puerta, Burón, Pedrosa del Rey, Riaño y Vegacerneja

## Historia

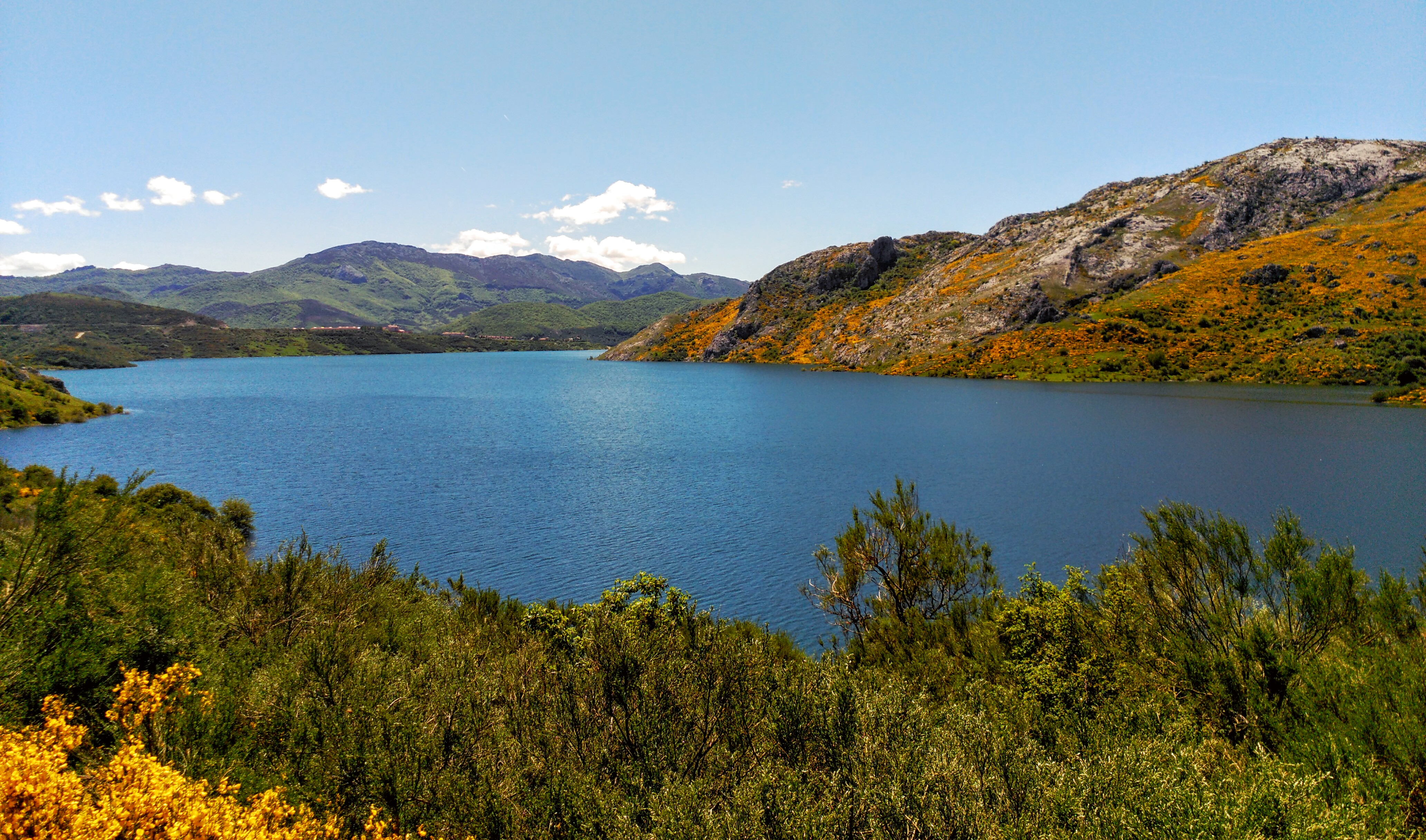
Vista de la zona norte del embalse, mayo de 2015.

El pantano fue proyectado a principios del siglo XX y posteriormente durante el periodo de la República. Comenzó su andadura política en 1963 y sus obras en 1965, con el levantamiento del muro de hormigón de la presa, durante la dictadura franquista. El proyecto fue avanzando muy lentamente durante la década de 1970 pues se produjeron algunas movilizaciones en el valle de Riaño. Tras la llegada del sistema constitucional en 1978, el proyecto quedó paralizado. Con la llegada al poder de los socialistas, en 1982, se retomó el proyecto y se aceleró la construcción del embalse. Después de numerosas protestas en el propio valle, en León, en Madrid, en Bilbao y en Valladolid y después de aparecer en todos los medios de comunicación nacionales e internacionales durante meses, el gobierno socialista de Felipe González en Madrid, con Javier Saenz de Cosculluela a la cabeza en calidad de Ministro de Obras Públicas, decretaron el cierre forzoso del valle y la ocupación militar del mismo para garantizar el desarrollo de las obras. 
Las compuertas del embalse de Riaño se cerraron el 31 de diciembre de 1987, solo un día antes de que entrara en vigor la directiva europea que hubiera convertido en inviable su construcción desde el punto de vista medioambiental. No se celebró ninguna inauguración oficial del pantano de Riaño, ya que todas las autoridades implicadas por el proyecto estaban de vacaciones en Nochevieja, mientras los habitantes del valle de Riaño eran expulsados de sus pueblos expropiados a la fuerza. Si bien su construcción comenzó en 1965, el retraso en su llenado se explica por un cúmulo de circunstancias sociales y políticas pero, sobre todo, económicas: compromisos con las hidroeléctricas, extensos regadíos que no se han llevado a cabo (84 000 ha) y orientados a cultivos entonces excedentarios en la CEE..., gestiones estas realizadas principalmente por el consejero socialista de agricultura Jaime González González desde la Junta de Castilla y León. El paso de los años con el proyecto paralizado (23), con el afloramiento de una nueva generación de montañeses y una mayor conciencia medioambiental de la sociedad, dio lugar a las protestas en contra de la culminación de las obras y de la consecución del pantano como tal. Las mismas fueron en aumento, con manifestaciones respondidas con cargas policiales e intervención militar para el desalojo forzoso de los residentes en los municipios afectados. Durante los días que se llevó a cabo el desalojo y la destrucción sistemática de las casas de los nueve pueblos en julio de 1987, tuvo lugar el suicidio de un vecino de Riaño, Simón Pardo ("Mones"), en el interior de su casa antes de ser desalojado por las fuerzas del orden.
En 2017 se realizó una exposición en el MUSAC sobre el impacto que tuvo la presa en la comarca.

## Características de la presa
- Nombre: Presa de La Remolina

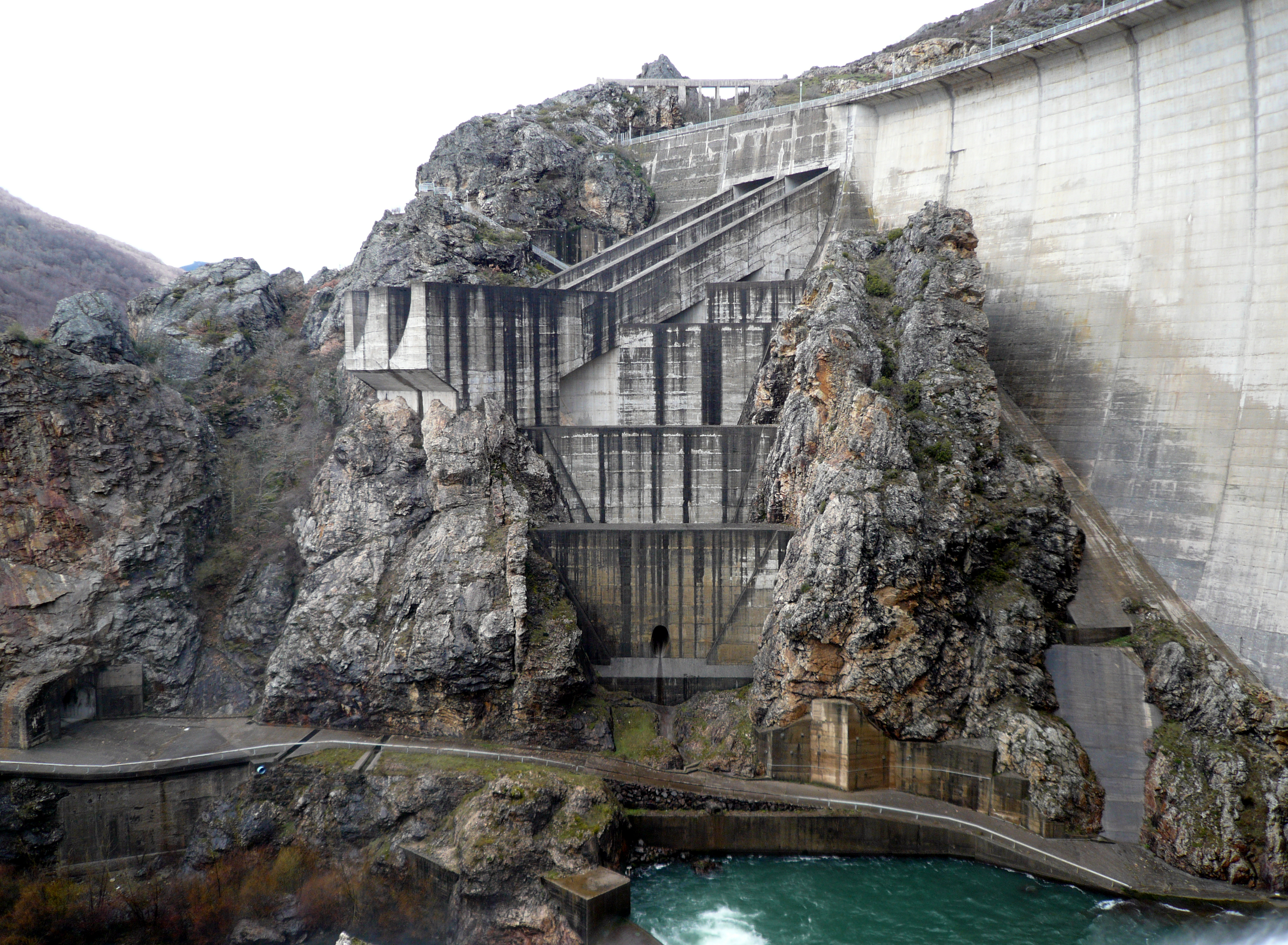
Aliviadero lateral de la presa

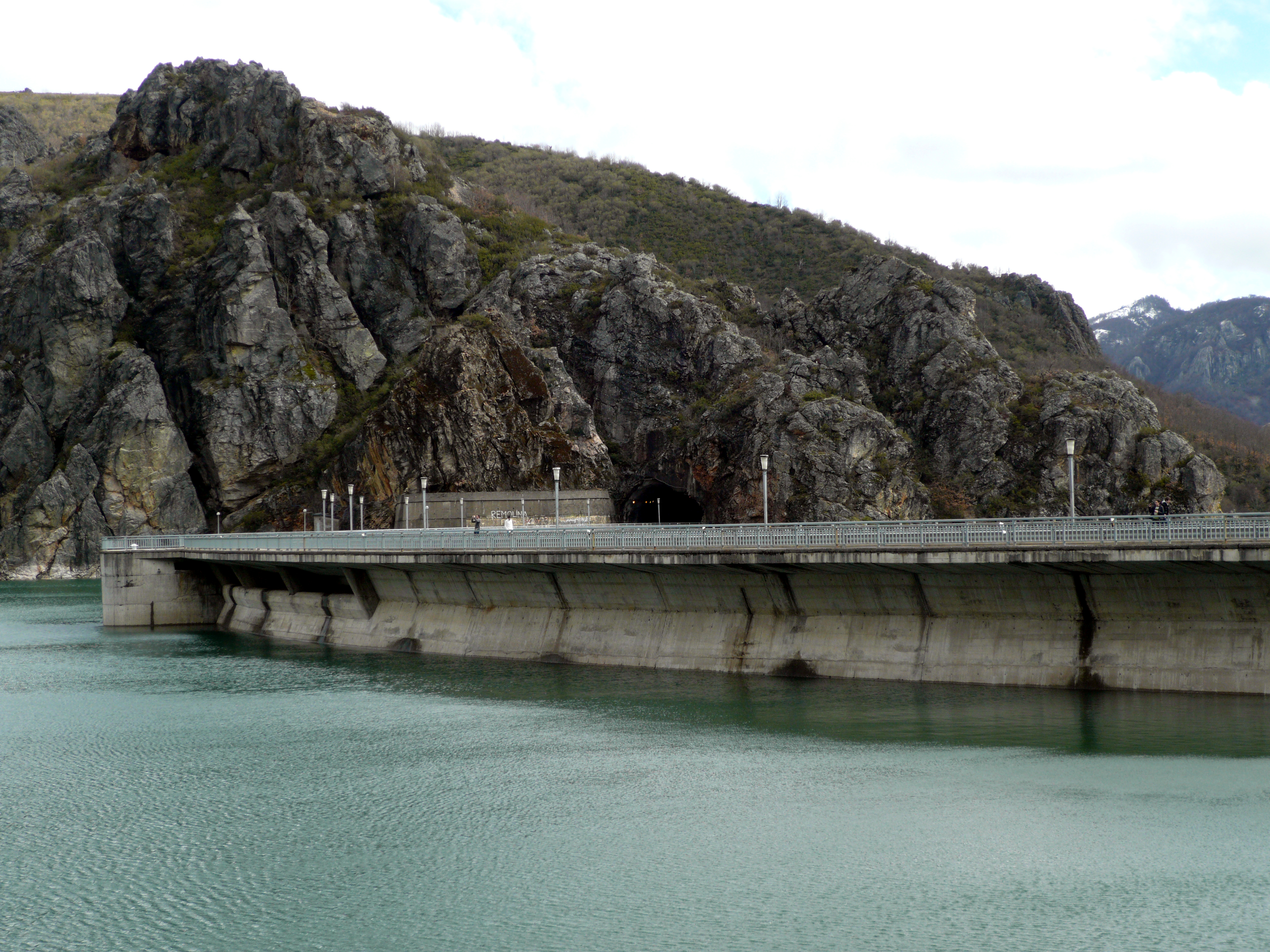
Parte superior de la presa

- Término municipal: Crémenes (León)
- Propiedad: estatal (Confederación Hidrográfica del Duero)
- Año de puesta en servicio: 1987
- Tipo de presa: bóveda de doble curvatura y contorno asimétrico
- Espesor en coronación: 4,20 m
- Altura sobre cimientos: 100,6 m
- Altura sobre el cauce: 89,91 m
- Cota de coronación: 1.102,60 metros sobre el nivel del mar (m s. n. m.)
- Longitud en coronación: 337 m
- Longitud de las galerías: 1328 m
- Hormigón utilizado para el cuerpo de la presa: 245 000 m³
- Número de aliviaderos: 2
- Número de desagües: 1
- Capacidad máxima de los desagües: 877 m³/s
- Proyectista: Rafael López González
- Empresas constructoras: Coviles y Dumez

## Características del embalse
- Río: Esla.

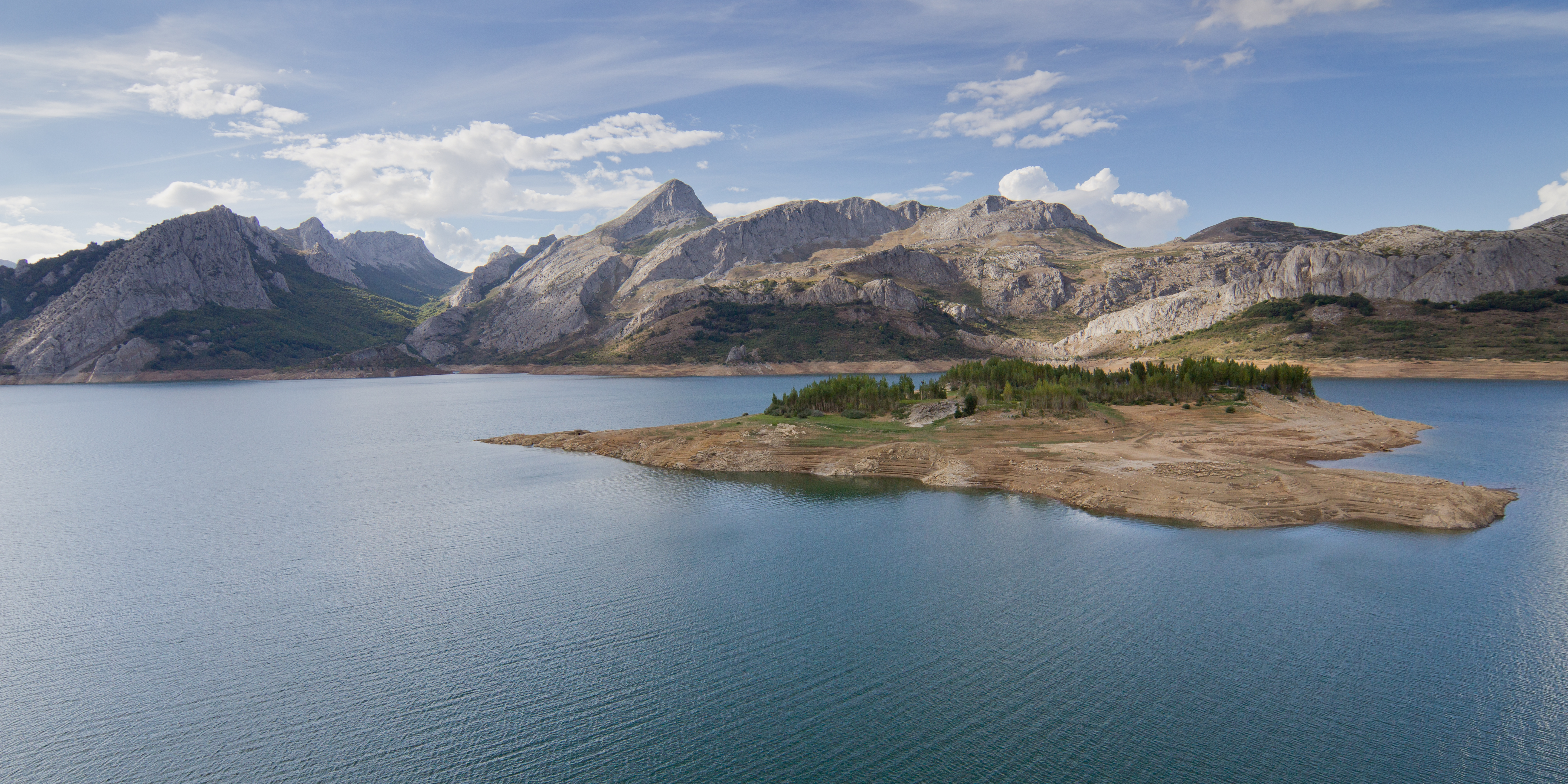
Vista del embalse desde el viaducto.

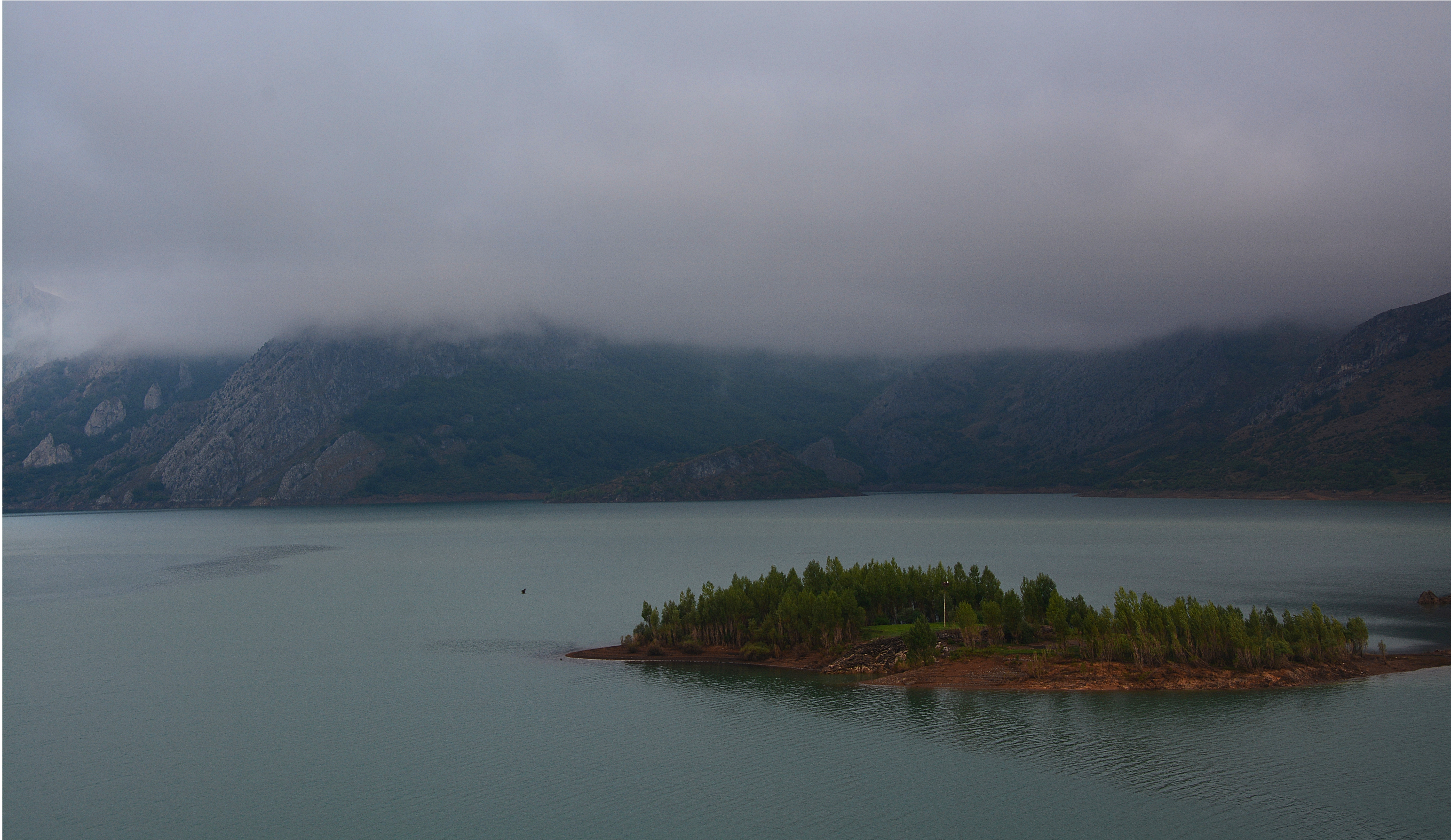
Embalse en un día nublado

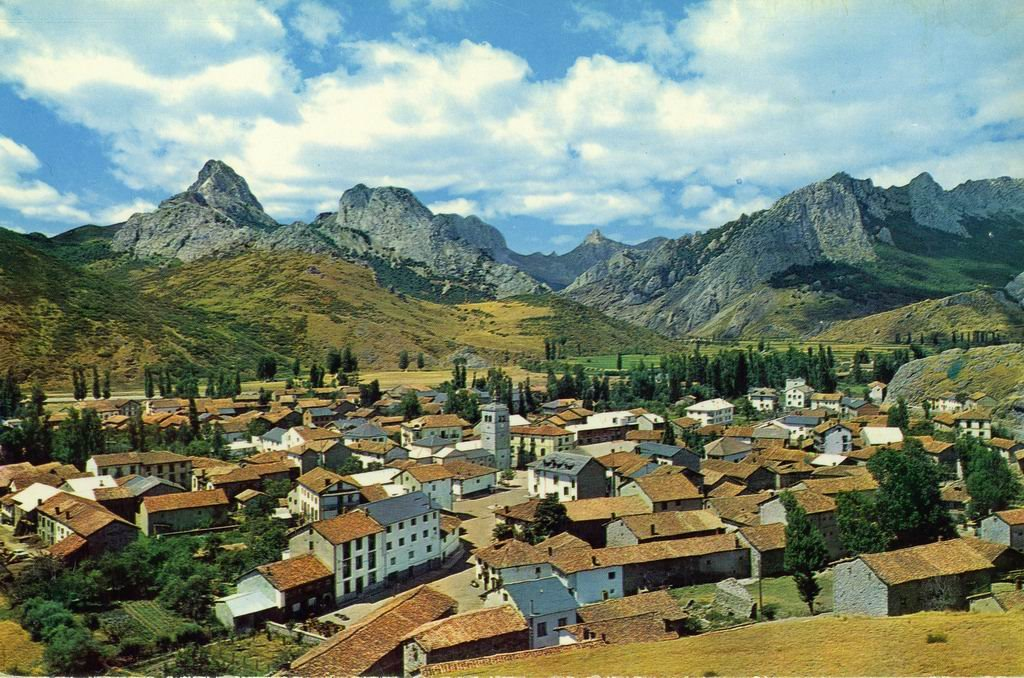
Vista del pueblo y valle de Riaño, antes de ser inundado el valle y demolido el pueblo por completo casa por casa

- Superficie de la cuenca: 606 kilómetros cuadrados
- Capacidad del embalse: 651 hectómetros cúbicos
- Superficie del embalse: 2186 hectáreas
- Cota de máximo embalse normal: 1100 metros sobre el nivel del mar
- Longitud de costa: 103 kilómetros
- Precipitación media anual: 1650 milímetros.
- Zona regable prevista: 80 000 hectáreas.

## Producción de energía
Producción de energía hidroeléctrica:
- Fecha de inicio de la explotación: 1991
- Empresa concesionaria: Endesa
- Potencia instalada: 85 000 kilovatios
- Energía anual media producible: 140 gigavatios-hora

## Pueblos anegados
- Anciles
- Burón (casi totalmente).
- Éscaro
- Huelde
- Pedrosa del Rey
- La Puerta

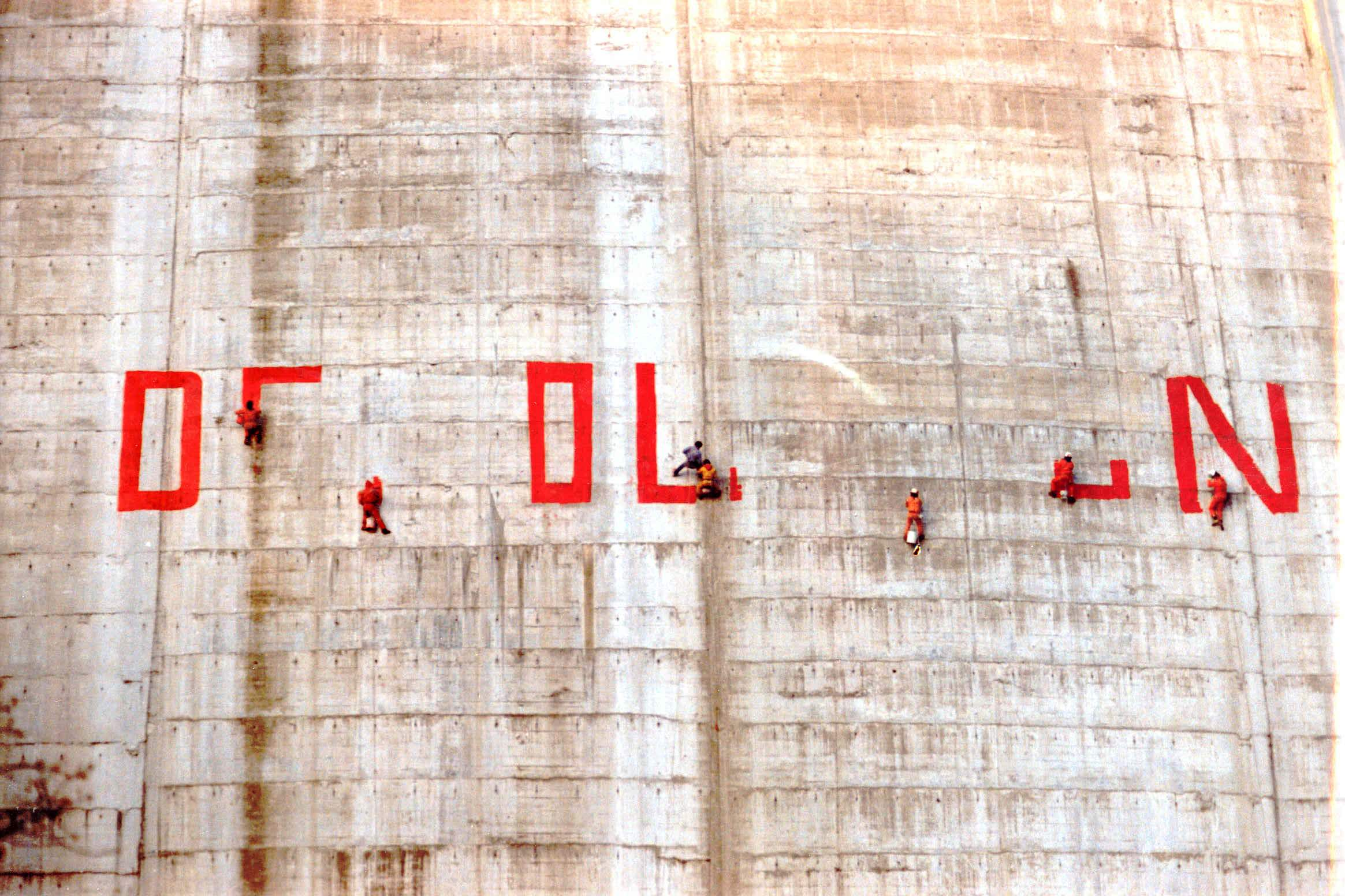
Activistas por la supervivencia del valle y sus pueblos pintando "Demolición" sobre la presa en 1987, antes de la inundación.

- Riaño (se construyó un "Nuevo Riaño" en el "alto de Valcayo", sobre el embalse).
- Salio
- Vegacerneja (parcialmente).

## Documentales
- Mi Valle (2016).[4]